# Grayslake
Grayslake ist eine Gemeinde (mit dem Status "Village") im Lake County im Nordosten des US-amerikanischen Bundesstaates Illinois und ein Vorort von Chicago.
Das U.S. Census Bureau hat bei der Volkszählung 2020 eine Einwohnerzahl von 21.248 ermittelt.
1840 hat sich der Siedler William F. Gray hier niedergelassen, 1886 wurde ein Bahnhof erbaut, 1895 die Stadt gegründet.
Die Rockband Chevelle stammt aus Grayslake.
Von 1984 bis 1990 fanden hier die ersten der christlichen Rockmusik Cornerstone Festivals statt.

## Persönlichkeiten
- Ralph R. Proctor (1894–1962), Bauingenieur